# نيلز ألبرت
نيلز ألبرت (بالفرنسية: Niels Albert)‏ (و. 1986  م) هو دراج، ومدير رياضي، بلجيكي.

## سباقات أو مراحل فاز بها
| التاريخ        | السباق                  | المركز                  |
| -------------- | ----------------------- | ----------------------- |
| 24 يونيو 2007  | بوكليس دي لا مايين 2007 | المركز الثالث           |
| 13 مايو 2009   | 2009 Puivelde Koerse    | المركز الثالث           |
| 10 أكتوبر 2009 | 2009 Citadelcross       |                         |
| 09 سبتمبر 2010 | 2010 Izegem Koers       | الفائز في التصنيف العام |

## روابط خارجية
- نيلز ألبرت على موقع الاتحاد الدولي للدراجات (الإنجليزية)
- نيلز ألبرت على موقع أرشيف الدراجات (الإنجليزية)
- نيلز ألبرت على موقع إحصائيات الدراجات الإحترافية (الإنجليزية)
- نيلز ألبرت على موقع نسبة الدراجات (الإنجليزية)
- نيلز ألبرت على موقع CycleBase (الإنجليزية)